# Questione ladina
Con questione ladina s'intendeva un dibattito accademico e scientifico vertente sulla classificazione, all'interno del sistema romanzo, del ladino, del romancio e del friulano. Alcuni linguisti italiani, contrapponendosi all'Ascoli e altri linguisti come l'italiano Merlo, negavano, in sostanza, che queste tre lingue costituissero un gruppo romanzo autonomo (il cosiddetto retoromanzo o  gruppo del ladino) e ritenevano rientrassero nel più ampio sistema altoitaliano. La "questione ladina" è da tempo ormai risolta con il riconoscimento sia a livello accademico italiano che internazionale dell'autonomia di romancio, ladino e friulano, nell'ambito delle lingue romanze.

## Storia della questione ladina
La Questione ladina ha origine dalla pubblicazione dei Saggi Ladini a opera del glottologo goriziano Graziadio Isaia Ascoli; egli, nella sua opera, identificò l'area tra il Passo di Oberalp e il Golfo di Trieste come una specifica area linguistica con numerose caratteristiche morfologiche comuni e indipendenti dalle parlati circostanti (l'italiano in primis), e chiamò questi linguaggi con il nome di dialetti ladini. Questa teoria fu rimarcata anche dalle pubblicazioni del linguista austriaco Theodor Gartner, che coniò invece come termine-tetto il nome retoromanzo. I "saggi ladini" misero in difficoltà il nazionalismo italiano all'epoca impegnato a dimostrare l'italianità di territori che rivendicavano all'Impero d'Austria: i principali oppositori alle teorie dell'Ascoli, furono infatti i nazionalisti italiani e irredentisti, Carlo Battisti e Carlo Salvioni. L’affermazione dell’italianità del ladino contribuiva a giustificare l’annessione dell’Alto Adige all’Italia.
L'idea di un'unità linguistica ladina trovò un forte oppositore nella figura di Carlo Battisti. Il linguista trentino volle dimostrare coi suoi studi che l'intera area linguistica in questione mostrava solo alcuni aspetti in comune mentre, d'altro canto, ne presentava altri (in epoca anteriore al XIII secolo e successivamente non più presenti nei dialetti alto-italiani) strettamente legati alle varietà lombarde (il romancio e il ladino) o quelle venete (il friulano). Anche il bellinzonese Carlo Salvioni espresse punti di vista simili. Entrambe le teorie ebbero forti sostenitori: l'unità ladina era sostenuta soprattutto da linguisti svizzeri, tedeschi e austriaci, mentre i linguisti italiani dell'epoca tendevano a negarla.

## Aspetti politici della questione ladina
Una caratteristica della questione ladina fu la commistione di aspetti prettamente morfologici-linguistici (l'Ascoli indagò esclusivamente sugli aspetti morfologici-linguistici ed è considerato il padre della glottologia italiana avendo apportato in Italia, all'epoca, grandi innovazioni in questo campo) e altri di tipo più politico-irredentistico (Carlo Battisti e Carlo Salvioni cercarono di dimostrare, con  chiare e dichiarate finalità irredentistiche, che il ladino aveva alcune caratteristiche morfologiche che erano state presenti "in epoca arcaica" anche in alcuni dialetti alto-italiani e ciò bastava, secondo la loro tesi, ad includere il ladino tra gli idiomi alto italiani; che da almeno 7 secoli ladino e alto italiano si differenziassero proprio su queste caratteristiche poco contava), corroborati da convinzioni politiche e ideologiche. Sia Battisti che Salvioni, infatti, aderirono alle idee irredentiste italiane, e le loro ricerche risentono di questa impostazione ideologica. Per esempio, i due linguisti erano dell'idea che se le popolazioni parlanti romancio avessero accettato l'Italiano come lingua-tetto (analogamente a quanto fatto da chi parlava lombardo o veneto), sarebbe stato più facile giustificare eventuali pretese italiane sul Canton Grigioni. In risposta a questo tipo di teorie, i linguisti svizzeri sostenevano convintamente l'idea che il romancio fosse una lingua separata dall'Italiano.

## Situazione attuale
Al giorno d'oggi, tutti e tre i linguaggi presi in considerazione dall'Ascoli nel suo famoso saggio hanno lo status di lingua, e sono riconosciuti come tali nei Paesi in cui sono parlati. Il romancio è la quarta lingua nazionale della Svizzera, ed è lingua ufficiale (accanto al tedesco e all'italiano) nel Canton Grigioni. Il friulano e il ladino figurano tra le dodici lingue minoritarie riconosciute dall'Italia con la legge 482/99, e vengono usate ufficialmente in Trentino-Alto Adige (accanto all'italiano e al tedesco), in Veneto e in Friuli-Venezia Giulia (accanto all'italiano). Il ladino e il friulano sono tutelati e riconosciuti anche dal Consiglio d'Europa che include le comunità che parlano queste due lingue, tra le "minoranze nazionali" tutelate dall'accordo internazionale europeo "Convenzione quadro per le protezioni delle minoranze nazionali (1995)".